# Poplar Island (Maryland)
Poplar Island est une île de la baie de Chesapeake du Talbot dans le Maryland (États-Unis), désormais inhabitée.

## Géographie
À la fin des années 1800, elle comptait une population de 100 habitants dans la ville de Valliant, mais elle a été abandonnée dans les années 1920 en raison de l'érosion de l'île. En 2001, un projet dirigé par le Corps du génie de l'armée des États-Unis dans le but de la restaurer, a utilisé des matériaux de dragage des canaux d'approche de la baie de Chesapeake à Baltimore. Les projets de restauration de Poplar Island et Hart-Miller Island ont été supervisés par le Maryland Environmental Service , une agence indépendante de l'État du Maryland chargée de trouver des solutions innovantes aux défis environnementaux les plus complexes de la région et de préserver les ressources naturelles de la région pour les générations à venir.

## Historique
L'île a été découverte en 1573 par l'explorateur espagnol Juan Menéndez Márquez (en). Les colons anglais ont commencé à s' y installer dans les années 1630. Poplar Island a servi de campement aux navires de guerre britanniques pendant la Guerre anglo-américaine de 1812.
L'île Poplar s'était divisée en trois parties à la fin des années 1800. À cette époque, la plus grande partie abritait la ville de Valliant, une communauté d'environ 100 habitants, avec son propre bureau de poste, une école, un magasin général et une scierie. La scierie de Poplar Island a peut-être contribué à l'érosion de l'île en coupant des arbres dont les racines retenaient le sol sablonneux.
En 1929, cependant, l'île avait été occupée par des moonshiners. qui faisaient la contrebande d'alcool. Après cela, le dernier résident permanent est parti et l'île est devenue un terrain de chasse. 
En 1990, l'érosion avait réduit les terres de l'île à 5 acres (20 000 m2), dont la majeure partie était sa partie sud, Coaches Island.

### Restauration de l'île
L'United States Fish and Wildlife Service a lancé le projet de restauration de l'île Poplar, contribuant à préserver l'économie locale (120 000 emplois dans le Maryland dépendent du port de Baltimore) tout en restaurant un habitat précieux pour la faune de Chesapeake.

### Zone protégée
La moitié de la superficie de l'île est transformée en zones humides et l'autre moitié en hautes terres. 
L'île abrite environ 175 espèces différentes d'oiseaux, dont des sternes et des balbuzards pêcheurs. Plus de 1 000 tortues à dos de diamant ont été signalées éclore chaque année sur l'île ces dernières années.
Les biologistes de la baie de Chesapeake considèrent la restauration de Poplar Island comme un énorme succès pour les tortues, et l'île abrite désormais le plus grand projet de recherche et de propagation de tortues du pays. Les tortues terrestres bénéficient ici d'un taux de survie de près de 99% (contre 10% ou moins ailleurs) car il n'y a pas de renard ou de raton laveur, leurs principaux prédateurs. Cela a incité le Fish and Wildlife Service à entreprendre un programme actif d'éducation environnementale et de bénévolat sur l'île.